# Mohamed Ali Yousfi

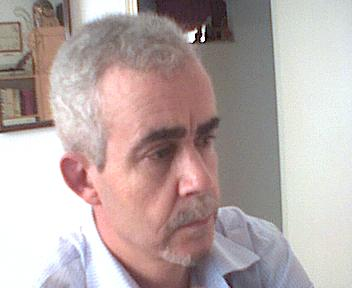
Mohamed Ali Yousfi

Mohamed Ali Yousfi (en árabe محمد علي اليوسفي, llevado el 3 de marzo de 1950, Béja, Túnez) es un escritor y traductor tunecino. Después de obtener su master en filosofía y ciencias sociales, terminó sus estudios graduados en Universidad libanesa (enlace roto disponible en Internet Archive; véase el historial, la primera versión y la última). . Él publica primero adentro Túnez y en una fase más posterior en Medio Oriente; Ammán, Beirut y Damasco
Su primera novela apareció en 1992: “La época para los duendes” (premio para la mejor novela árabe en 1992). Su segunda novela “azulejos del sol” fue publicada cinco años más tarde-Premio para la mejor novela de Túnez 1998
Él también propone una interpretación original de los textos referentes al palestino intifada en un libro de la crítica literaria “el alfabeto de la piedra”. Pero él traduce principalmente a varios autores en árabe: Gabriel García Márquez, Miguel Ángel Asturias, Alejo Carpentier, Shichiro Fukazawa, Álvaro Cepeda Samudio, Christine Bruet, Octavio Paz, una antología de Poesía griega, biografía de Nikos Kazantzakis, Los principios de la filosofía bourgeois de Max Horkheimer y Balzac y francés del realismo Georg Lukács.

## Otras publicaciones
- Borde de la tierra-poesía.
- La noche de la antepasado-poesía.
- Una sexta mujer para la detectar-poesía.
- El reino del okhaydhar-novela.
- Beirut-novela.
- Dentella-novela.
- Umbrales de la paraíso-novela.

## Otras traducciones
- Emile Cioran: Fragmentos elegidos.
- Georges Bataille: Teoría de la religión.
- Dai Sijie: Balzac y la pequeña costurera china.
- Guy de Maupassant: De Túnez a Kairouan.
- Roger Icart: Revolución francesa en la pantalla.
- Eric Leguèbe: Un siglo del francés del cine.
- Los rastros enrollan (opción de poemas) por Pierre Emmanuel, René Char, Alain Bosquet y Eugene Guillevic.

## Novelas en árabe
1. Riwayet
2. Atabat al janna
3. http://www.archive.org/details/Riwayet-mohamed-ali-al-yousfi
4. http://www.archive.org/details/atabat_al_janna